# Исламгулово (Миякинский район)
Исламгу́лово (баш. Исламғол) — деревня в Миякинском районе Республики Башкортостан Российской Федерации. Входит в состав Зильдяровского сельсовета. 

## География

### Географическое положение
Расстояние до:
- районного центра (Киргиз-Мияки): 47 км,
- центра сельсовета (Зильдярово): 15 км,
- ближайшей ж/д станции (Аксёново): 92 км.

## Население
| 2002 | 2009 | 2010 |
| ---- | ---- | ---- |
| 312  | ↘287 | ↘205 |

Национальный состав
Согласно переписи 2002 года, преобладающая национальность — башкиры (100 %).